# ヘルマン・レーヴェンショルド

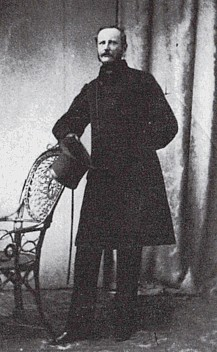
ヘルマン・レーヴェンショルド（1860年頃）

ヘルマン・セヴェリン・レーヴェンショルド（Baron Herman Severin Løvenskiold、1815年7月30日 - 1870年12月5日、ロヴィンショルド、レーヴェンスヨルドなどとも） は、ノルウェー生まれの作曲家である。現在では、オーギュスト・ブルノンヴィル振付のバレエ『ラ・シルフィード』（1836年）の作曲者として名を知られている。

## 生涯
レーヴェンショルドは、ノルウェーのホルメストラン（Holmestrand）で1815年に誕生した。父のレーヴェンショルド男爵は、その地で王立製鉄所の取締役を務めていた。幼いころから楽才に恵まれ、10代の頃には国王カール14世の前でピアノの演奏を披露している。
1829年にレーヴェンショルドの一家は、父がコペンハーゲン北方のフレソ湖（en:Furesø Lake）周辺の林業監督者への就任を受諾したために、デンマークへと引越した。
レーヴェンショルドはもともと軍人への道を歩む予定であったが、その音楽的才能は作曲家のクリストフ・ヴァイゼ（Christoph Ernst Friedrich Weyse、1774年 - 1842年)やフリードリヒ・クーラウに注目され、彼らに勧められて音楽を学ぶこととなった。
1835年には著名な振付家、オーギュスト・ブルノンヴィルにも注目され、彼の作品『ラ・シルフィード』への音楽を依頼された。『ラ・シルフィード』は、もともとはパリでフィリッポ・タリオーニ振付、ジャン・シュナイツホーファ作曲のオリジナル版が上演されていた。ブルノンヴィルは1834年にこの作品を鑑賞し、デンマーク王立バレエ団での上演を熱望していたが、曲の著作権使用料が高額だったためにデンマーク王立バレエ団の経営陣に拒否されていた。そこでブルノンヴィルは、彼の独自版を上演することにした。ブルノンヴィルは、彼の要求する音楽的でしかも明快で踊りやすいオリジナル曲の作曲を、当時21歳のレーヴェンショルドに依頼したのだった。
ブルノンヴィル版の『ラ・シルフィード』は、主役のジェームズにブルノンヴィル自身、シルフィードに当時新進気鋭だったバレリーナ、ルシル・グラーンを配して1836年11月28日に初演され、大いに成功を収めた。このブルノンヴィル版は、オリジナルのタリオーニ版より永続し、現在でも世界中のバレエ団のレパートリーとして上演され続けている。
1838年にはレーヴェンショルドはウィーンやライプツィヒ、サンクトペテルブルクなどに留学し、音楽の勉強を続けた。1842年に宮廷音楽家に任命されたのを機に、コペンハーゲンに定住した。1851年にはクリスチャンスボー城教会の宮廷オルガニストのタイトルを得た。
レーヴェンショルドはその後もバレエやジングシュピール、ピアノや室内楽の小品などの作曲を続けたが、『ラ・シルフィード』に勝る名声は得られなかった。彼はかなり裕福な生活を送り、自分の楽しみのためだけに作曲を続けた。レーヴェンショルドは1870年12月5日にコペンハーゲンで死去した。

## エピソード
- 外国留学の時期に、レーヴェンショルドはロベルト・シューマンの知遇を得た。シューマンはレーヴェンショルドについて、『世界最高の作曲家ではないが、作曲家としての素質は十分にある』と評したという。

## 主な作品
- 『ラ・シルフィード』（1836年）
- 『Hulen i Kullafjeld』（ジングシュピール、1839年）
- 『Ny the Penelope』（バレエ、1847年）
- 『Turandot』（オペラ、1854年）
- 『Fra skoven ved Furesø』（演奏会用序曲、1863年）